# ديوقو ريبيرو

نسخة من خريطة العالم لدييغو ريبيرو لعام 1529

ديوقو ريبيرو (Diogo Ribeiro)، المعروف أيضًا باسم دييغو ريبيرو (Diego Ribero)، كان رسامًا للخرائط ومستكشفًا برتغاليًا عمل معظم حياته في إسبانيا. عمل على الخرائط الرسمية بادرون ريال (Padrón Real) ‏ أوبادرون العام (Padrón General) من 1518 إلى 1532. كما صنع أدوات ملاحة، شملت الأسطرلاب والربع.

## النشأة
لا يوجد سجل معروف لتاريخ ومكان ولادة ديوقو ريبيرو، والذي هو ابن أفونسو ريبيرو وبيتريز دي أوليفيرا. ويعتقد أنه أصبح بحارًا في سن مبكرة وقام بعدة رحلات إلى الهند كربان سفينة. يقال إن ريبيرو أبحر مع بيدرو أفونسو دي أغيار الذي يعمل قائد سفينة قائد أرماداس للمستكشفين فاسكو دا غاما (1502)، ولوبو سوارس (1504)، وألفونسو دي ألبوكيركألبوكركي (1509).

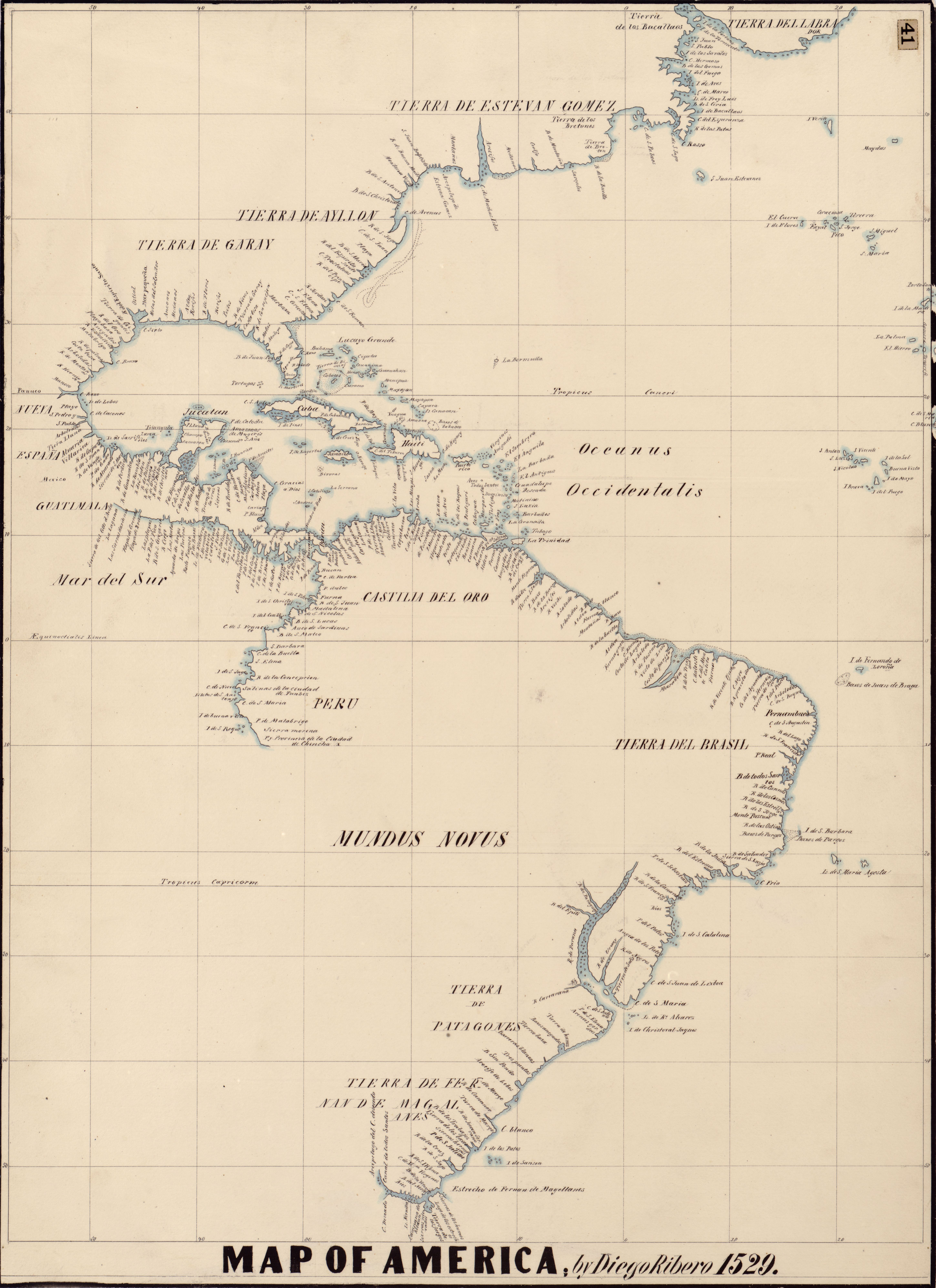
تفاصيل للساحل الأمريكي من خريطة ديوغو ريبيرو 1529

## السيرة المهنية
بحلول عام 1516، اجتمع ديوقو ريبيرو والعديد من الملاحين ورسامي الخرائط البرتغاليين، المتعارضين مع ملك البرتغال مانويل الأول، في إشبيلية لخدمة تشارلز الخامس الذي توج حديثًا. وكان من بينهم المستكشفون ورسامو الخرائط ديوغو ودوارتي باربوسا واستيبان غوميز وجواو سيراو ‏ وفرناندو ماجلان وجورجي رينل ‏ وكوسموغرافيو فرانسيسكو وروي فاليرو والتاجر الفلمنكي كريستوفر دي هارو ‏. بدأ ريبيرو العمل مع تشارلز الأول (والخامس من الإمبراطورية الرومانية المقدسة) في عام 1518، كرسام خرائط في كاسا دي كونتراثاسيون (بيت المقاولات) ‏ في إشبيلية. شارك فرناندو ماجلان في تطوير الخرائط المستخدمة في أول دائرة حول الأرض.
في 10 يناير 1523، حصل على لقب الكوزموغرافي الملكي و «إتقان فن إنشاء الخرائط، الأسطرلاب، وغيرها من الآلات». في نهاية المطاف خلف سباستيان كابوت (الذي غادر في رحلة) باعتباره رسام خرائط رئيسي. نشر كابوت أول خريطة له في عام 1544.
في عام 1524، شارك ريبيرو في الوفد القشتالي (الإسباني) في مؤتمر بطليوس، حيث ناقش قشتالة (إسبانيا) والبرتغال ما إذا كانت الفلبين على الجانب القشتالي أو البرتغالي من معاهدة تورديسياس.
في عام 1527، أنهى ريبيرو بادرون ريال (Padrón Real) ‏، الخريطة الإسبانية الرسمية (والسرية) المستخدمة كقالب للخرائط الموجودة في جميع السفن الإسبانية. وتعتبر أول خريطة العالم العلمي.
في عام 1531، ابتكر مضخة مياه برونزية كانت قادرة على ضخ المياه أسرع بعشر مرات من الطرز السابقة.
توفي ديوقو ريبيرو في عام 1533.

## أول خريطة العالم العلمي
أهم أعمال ريبيرو كانت بادرون ريال (Padrón Real) ‏ لعام 1527. هناك 6 نسخ منسوبة إلى ريبيرو، بما في ذلك مكتبة الدوقية الكبرى في فايمار والمسماة (1527 Mundus Novus) وفي مكتبة الفاتيكان، في مدينة الفاتيكان (1529 خريطة الدعاية 1529 Propaganda Map أو كارتا يونيفرسال Carta Universal). يتأثر تخطيط الخريطة (Mapamundi) بشدة بالمعلومات التي تم الحصول عليها خلال رحلة ماجلان- إلكانو حول العالم.
تحدد خريطة ديوقو بالتحديد سواحل أمريكا الوسطى والجنوبية. يُظهر الساحل الشرقي بأكمله للأمريكيتين ولكن الساحل الغربي فقط المنطقة من غواتيمالا إلى الإكوادور. ومع ذلك، لا تظهر أستراليا ولا أنتاركتيكا، وتبدو فيها شبه القارة الهندية صغير جدًا. تُظهر الخريطة، لأول مرة، الامتداد الحقيقي للمحيط الهادئ. ويظهر أيضًا، لأول مرة، ساحل أمريكا الشمالية كساحل مستمر (ربما يتأثر باستكشاف استيبان غوميز في 1524/25). كما يوضح ترسيم معاهدة توردسيلاس. إن غياب أي قارة كبيرة في جنوب آسيا هو دليل على أنه لم يتم اكتشاف أستراليا في ذلك التاريخ.

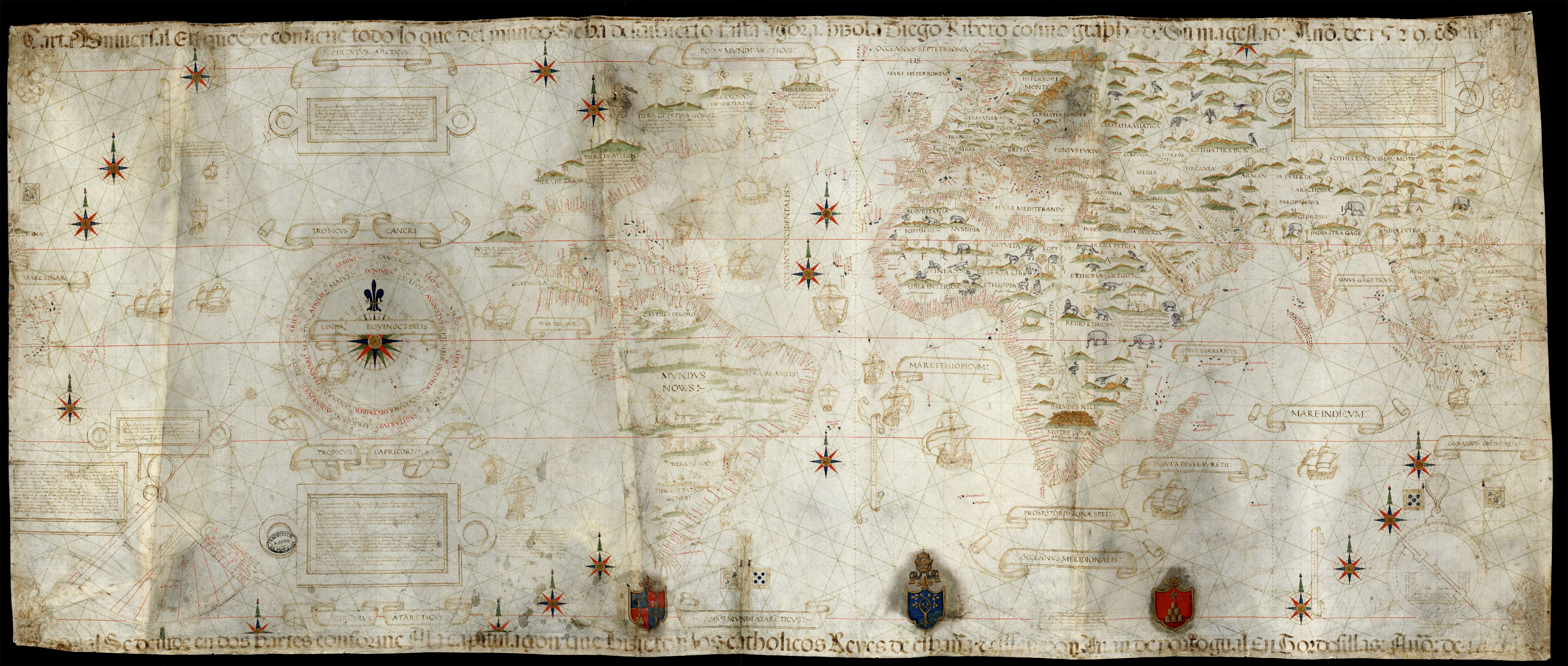
ديوجو ريبيرو (توفي 1533)، بادرون ريال، 1529، في مكتبة الفاتيكان.[http://www.nla.gov.au/media/mapping-our-world/

## روابط خارجية
- (بالإسبانية) "Las cartas universales de Diego Ribero (siglo XVI)", by Cesáreo Fernández Duro
- "Los descubrimientos geográficos de los siglos XVI y XVII abrieron la era de la cartografía: La nueva cara del orbe", in Revista Ministerio de Fomento, July-August 2005
- Description of Carta Universal by Diego Ribero نسخة محفوظة 25 مارس 2006 على موقع واي باك مشين., Henry-Davis.com.